# Żórawina (gmina)
Żórawina est une gmina rurale du powiat de Wrocław, Basse-Silésie, dans le sud-ouest de la Pologne. Son siège est le village de Żórawina, qui se situe environ 16 km au sud de la capitale régionale Wrocław.
La gmina couvre une superficie de 120,11 km2 pour une population de 7 905 habitants.

## Géographie
La gmina est bordée par les gminy de Borów, Kobierzyce, Kondratowice, Łagiewniki et Sobótka.
La gmina contient les villages de Bogunów, Bratowice, Brzeście, Galowice, Jaksonów, Jarosławice, Karwiany, Komorowice, Krajków, Marcinkowice, Mędłów, Milejowice, Mnichowice, Nowojowice, Nowy Śleszów, Okrzeszyce, Pasterzyce, Polakowice, Przecławice, Racławice Małe, Rynakowice, Rzeplin, Stary Śleszów, Suchy Dwór, Szukalice, Turów, Węgry, Wilczków, Wilkowice, Wojkowice, Zagródki, Żerniki Wielkie et Żórawina.